# Niviventer culturatus
Niviventer culturatus är en däggdjursart som först beskrevs av Thomas 1917.  Niviventer culturatus ingår i släktet Niviventer och familjen råttdjur. Inga underarter finns listade i Catalogue of Life.

## Utseende
Jämförd med Niviventer coninga som likaså lever på Taiwan har arten en gråbrun päls och ett mindre kranium. Detta råttdjur blir 13 till 15 cm lång (huvud och bål), har en 17 till 20 cm lång svans och väger 62 till 119 g. Bakfötterna är 2,9 till 3,5 cm långa och öronen är 2,3 till 2,5 cm stora. I den mjuka pälsen är inga taggar eller borstar inblandade. En tydlig gräns skiljer den krämfärgade undersidan från ovansidan. Ansiktet är mer gråaktig än bålen och framför samt bakom varje öga förekommer en mörk fläck. Svansen är likaså uppdelad i en brun ovansida och en krämfärgad undersida. En brun tvärstrimma ligger på bakfötternas ovansida framför de vita tårna. Niviventer culturatus har fem fingrar vid framtassen och fem tår vid bakfoten. Lilltån är påfallande liten. Honan har fyra par spenar som ligger jämnt fördelade på undersidan. Arten har en diploid kromosomuppsättning med 46 kromosomer (2n=46).

## Utbredning
Denna gnagare förekommer i bergstrakter på Taiwan. Den lever i regioner som ligger 2000 till 3000 meter över havet. Habitatet utgörs främst av ursprungliga skogar men arten kan anpassa sig till förändrade skogar. Individerna hittas ofta intill högar med grenar på marken.

## Ekologi
Niviventer culturatus är nattaktiv och den går främst på marken. Arten undviker kontakt med Niviventer coninga som är större. Födan utgörs antagligen av växtdelar som kompletteras med några smådjur. Honor kan troligtvis para sig under alla årstider. Några upphittade honor var dräktiga med två till fyra ungar.

## Bevarandestatus
Tidigare hotade skogsavverkningar artens bestånd. Dessa aktiviteter blev inställd och en nationalpark inrättades. Niviventer culturatus är vanligt förekommande i regionen. IUCN kategoriserar arten globalt som livskraftig (LC).